# Ans van Dijk
Anna (Ans) van Dijk (Amsterdam, 24 december 1905 – Weesperkarspel, 14 januari 1948) was een Nederlandse collaborateur tijdens de Tweede Wereldoorlog.  In totaal verraadde zij 145 mensen, voor het merendeel Joodse onderduikers, aan de Duitse bezetters. Van de mensen die ze had verraden kwamen er 84 om het leven. Zij werd in 1947 ter dood veroordeeld en is de enige Nederlandse vrouw van wie een doodvonnis wegens collaboratie ook werd voltrokken.

## Biografie
Ans van Dijk was een dochter van Joodse ouders, Aron van Dijk (1879-1939) en Kaatje Blik (1869-1919). Haar vader had een incassobureau. Op haar veertiende overleed haar psychisch labiele moeder. Haar vader, die was hertrouwd, stierf in 1939 in de psychiatrische inrichting Het Apeldoornsche Bosch; hij zou aan vervolgingswanen hebben geleden. Zij had een jongere broer, en twee jongere halfbroers.   
Van Dijk trouwde in 1927 met de huisknecht Abraham Querido (1899-1944); het huwelijk liep stuk in 1935 en in november 1940 werd officieel de echtscheiding uitgesproken.
Van Dijk begon de hoedenwinkel 'Maison Evany' aan de Nieuwendijk in Amsterdam. Na haar huwelijk kreeg zij een relatie met Miep Stodel (1917-1993), met wie ze ging samenwonen.

## Tweede Wereldoorlog
Tijdens de Duitse bezetting van Nederland in de Tweede Wereldoorlog weigerde ze gevolg te geven aan de anti-Joodse maatregelen van de Nazi's. Zij registreerde zich niet als Joods en droeg geen Jodenster. Zij had een vals persoonsbewijs op de naam Annie de Jong en blondeerde haar haar. In november 1941 moest ze haar hoedenwinkel sluiten, omdat die geregistreerd stond als Joods bezit en Joden geen zaak meer mochten leiden. Haar vriendin Stodel vluchtte in 1942 naar Zwitserland.
Van Dijk raakte betrokken bij de illegaliteit. Zij hielp Joden bij het vinden van onderduikadressen. In januari 1943 dook ze zelf onder bij een gezin in de Marco Polostraat. Op een ander adres in diezelfde straat had ze twee Joodse dames ondergebracht. Zij werden verraden en vertelden dat het schuiladres hen door Van Dijk was aangereikt. Zij werd gearresteerd op Pasen 1943 door de Sicherheitsdienst-rechercheur Peter Schaap van het Bureau Joodsche Zaken van de Amsterdamse politie 

## Verraad
Na haar arrestatie werd Van Dijk onder bedreiging met deportatie naar een concentratiekamp onder druk gezet om te gaan samenwerken met het Bureau Joodsche Zaken. Ze besloot te gaan samenwerken met haar vervolgers. Nadat zij toegezegd had om voor de Sicherheitsdienst te werken, werd ze vrijgelaten. Ze woonde toen samen met een nieuwe vriendin, Mies de Regt.
In de eerste periode opereerde ze alleen. Zij deed zich voor als illegaal werkster, die onderduikadressen en valse persoonsbewijzen kon leveren. Later kreeg Van Dijk hulp van een aantal andere Joodse vrouwen en werd ze de motor van deze groep, die op Joden joeg. Na juni 1943 werkte ze samen met Branca Simons, een Joodse vrouw die net als Van Dijk onder bedreiging van deportatie onder druk was gezet om ondergedoken Joden op te sporen. De 18-jarige Rosalie Roozendaal was op zoek naar een onderduikadres en werd door Van Dijk in de val gelokt; in ruil voor haar vrijheid en de vrijheid van haar moeder ging ze 'als junior' voor Van Dijk werken. 
Van Dijk zette zich volledig in voor haar werk als V-vrouw. Haar huis aan de Jekerstraat 46-2 in de Amsterdamse Rivierenbuurt diende als fuik, waar velen van haar slachtoffers door de Sicherheitsdienst werden gearresteerd, onder wie een van haar eigen (half)broers en diens familie. Ook was Van Dijk actief als celspionne. Zij zou bekend hebben gestaan als  'de beste V-vrouw van de SD' en werd voor haar werk betaald.
In de zomer van 1944 ging Van Dijk samen met Simons en haar man Willem Houthuys op "vakantie" naar Zeist. Ze kwamen daar in contact met een verzetsman en lieten doorschemeren zelf ook bij de ondergrondse te zijn betrokken. Zij wonnen zijn vertrouwen en achterhaalden via hem een aantal onderduikadressen. Op 18 augustus 1944 deden de Duitsers op verschillende plekken in Zeist een inval en arresteerden dertig tot veertig mensen, onder wie twaalf Joden. Van die twaalf overleefden maar een paar de oorlog.
In totaal verraadde Van Dijk samen met Simons en Roozendaal in de periode mei '43 tot augustus '44 145 mensen: 107 Joden en 38 niet-Joodse Nederlanders. Van de Joden zijn er zeker 80 om het leven gekomen, van de niet-Joden minstens vier.

## Arrestatie, proces en terechtstelling
Op 20 juni 1945 werd Van Dijk gearresteerd in het huis van Mies de Regt in Rotterdam. Op 24 februari 1947 begon haar proces bij het Bijzonder Gerechtshof in Amsterdam. Op dat moment was bekend dat zij in 34 gevallen mensen had verraden; er werden haar 23 gevallen ten laste gelegd. Ze bekende alle gevallen.
Procureur-fiscaal Gelinck rekende het Van Dijk aan dat ze op de hoogte geweest moest zijn van het feit dat weggevoerde Joden in vernietigingskampen zouden worden vermoord. Latere commentatoren stellen hier vraagtekens bij, omdat pas na het eind van de oorlog de volle omvang van de Holocaust duidelijk werd. Van Dijk zei in haar verdediging dat ze krankzinnig van angst was geweest. Haar advocaat suggereerde verminderde toerekeningsvatbaarheid en verzocht de rechtbank om een psychiatrisch onderzoek; dit werd afgewezen.
De rechtbank veroordeelde haar tot de doodstraf vanwege het verraad van onderduikers. Met als verweer alleen uit lijfsbehoud gehandeld te hebben ging zij in beroep, maar op 24 september 1947 bevestigde de Bijzondere Raad van Cassatie haar straf. Ook haar verzoek om gratie werd afgewezen waarbij werd aangevoerd dat  “de naam Anna van Dijk in Nederland synoniem is geworden met Jodenverraad.” Het doodvonnis van Ans van Dijk werd op 8 januari 1948 door koningin Wilhelmina ondertekend.
Op 14 januari 1948 werd zij in het Fort Bijlmer in de toenmalige gemeente Weesperkarspel (thans Bijlmermeer, gemeente Amsterdam) door een vuurpeloton om het leven gebracht. De avond voor haar executie liet zij zich dopen en trad ze toe tot de Rooms-Katholieke Kerk. Zij werd begraven op de Noorderbegraafplaats in Amsterdam.
Sinds het eind van de 20e eeuw is er aandacht voor het feit dat juist de Joodse en lesbische Van Dijk als enige vrouw na de Tweede Wereldoorlog ter dood is gebracht voor verraad. Er wordt en is niet getwijfeld aan haar schuld en de juistheid van het oordeel. 

## Speculatie over betrokkenheid bij verraad van Anne Frank
Gerard Kremer jr. wees Van Dijk in het boek De Achtertuin van het Achterhuis (2018) aan als mogelijke verraadster van Anne Frank. Zijn vader Gerard Kremer sr. was in de oorlog huismeester in een pand waar Duitse instanties huisden. Hij hoorde Van Dijk regelmatig adressen van onderduikers doorbellen. Begin augustus 1944 zou zij een adres aan de Prinsengracht hebben doorgebeld. Eerder kwam de journalist Sytze van der Zee in het boek Vogelvrij (2010) al bij Van Dijk uit als meest waarschijnlijke dader. 
NIOD-onderzoeker David Barnouw reageerde sceptisch vooral vanwege het ontbreken van duidelijk bewijs. Volgens hem is het net zo goed mogelijk dat de arrestatie van de bewoners van het Achterhuis berust op toeval, bijvoorbeeld doordat iemand vanaf de straat een van de onderduikers naar buiten zag kijken.

## Wetenswaardigheden
Theatermaker Helmert Woudenberg schreef een stuk over Ans van Dijk. Het is uitgevoerd als podcast (De jodenverraadsters) en als toneelstuk (Het verraad). Het stuk is gebaseerd op het boek Als slachtoffers daders worden van journalist Koos Groen. 